# Убить Санта-Клауса
Убить Санта-Клауса (англ. Red Sleigh Down) — эпизод 617 (№ 96) сериала «Южный Парк», его премьера состоялась 11 декабря 2002 года. Эпизод приурочен к Рождеству.

## Сюжет
Картман разговаривает со своим бухгалтером по плохому и хорошему (Кайл Шварц), и оказывается, что он должен Санта Клаусу 306 подарков. Картман очень хочет получить робота Хайбо, и поэтому решает сделать что-то очень хорошее.
В это время на площади мэр собирается зажечь рождественскую eль и произносит речь о том, как детям Ирака плохо без рождества. Картман решает принести рождество в Ирак. Право зажечь eль мэр даёт Джимми, он говорит, что хочет спеть рождественскую песенку «Первый день рождества любимая п-п-п-подарила…».
Картман выносит все свои вещи, чтобы подарить их бедным детям Ирака. Тут ребята встречают мистера Хэнки. Он поддерживает идею Картмана и говорит, что им нужно отправиться к Санта Клаусу. Мистер Говняшка делает «Ка-ка Экспресс» (Поезд из дерьма) и приглашает мальчиков прокатиться к Санта Клаусу. Они с неохотой залезают в «Ка-ка Экспресс», и мистер Хэнки вместе с Картманом начинают петь песню. В это время Джимми продолжает петь свою песенку, люди уже начинают скучать.
Ребята попадают на северный полюс. Оказывается, что на Санту работают гномы, ворующие трусы. Санта Клаус проверяет список хороших и плохих, который ему составили эльфы. Санта говорит, что список будет закончен только в полночь и это очень воодушевляет Картмана. Пока Санта летит в Ирак, ребята следят за ним из комнаты управления. В это время Джимми всё ещё поёт свою песенку.
Санта прилетает в Багдад, но там его сбивают, захватывают и начинают пытать террористы. Джимми всё также поёт песенку, люди на площади уже спят.
Ребята прилетают к Иисусу за помощью и рассказывают ему о произошедшем. Иисус берёт винтовку и отправляется на помощь Санте. Джимми всё ещё поёт, а Санту всё ещё пытают. Иисус устраивает кровавую бойню и освобождает Санту. Иисуса убивают, но дети с Сантой успевают улететь. Но они возвращаются, чтобы «подарить Иракцам рождество», и Санта начинает бомбить их рождественскими ракетами. Джимми заканчивает свою песню и зажигает ёлку, но она не загорается. Санта пускает ещё одну ракету в ёлку, и она начинает работать.
Санта дарит всем троим ребятам по роботу Хайбо. Это очень сильно расстраивает Картмана, потому что он хотел, чтобы такой робот был только у него. К парням, наконец, после долгого отсутствия возвращается Кенни.

## Пародии
- Оригинальное название серии («Падение красных саней») и сцены с прилётом Санты в Ирак пародируют фильм «Чёрный ястреб». Момент, когда в сани Санты пускают ракету, они падают, кружась и задевая здания, а видеосъёмку этого смотрят из штаба по спутнику, полностью повторяет эпизод из «Ястреба» с вертолётом, сбитым в Сомали.
- В конце эпизода, когда мальчики берут свои подарки, их лица ненадолго меняются на улыбающиеся, нарисованные не в стилистике сериала. Этот момент является пародией на внешний вид персонажей рождественских мультфильмов вроде «Приключения оленёнка Рудольфа» и «Rudolph’s Shiny New Year»[1]. Такие же лица — и у иракских детей.
- Собака-робот Haibo, которую хотел получить Картман, — отсылка к настоящей игрушке Aibo.
- В серии также пародируется фильм «Три короля».
- Смерть Иисуса пародирует смерть Кенни — Стэн говорит «Господи, иракцы убили Иисуса!», на что Кайл отвечает: «Сволочи!».

## Факты
- В этом эпизоде возвращается Кенни. На вопрос «Где ты был, Кенни?», он отвечает: «Да так, тусовался». South Park Studios FAQ объяснили, что его воскрешение как-то связано со смертью Иисуса.
- В этом эпизоде появляются инопланетяне: один стоит в толпе во время зажигания ёлки, в самом начале эпизода, второй виден в Багдаде перед чёрно-белым портретом Саддама Хусейна.
- Когда дети решают позвать на помощь Иисуса, — это, возможно, является самопародией на первый мультфильм Мэтта Стоуна и Трея Паркера — Иисус против Фрости.
- На церемонии зажигания ёлки Джимми пытается спеть рождественскую песню «Twelve Days of Christmas».
- Во время церемонии зажигания рождественской ёлки Мистер Гаррисон спрашивает у мэра: «Давайте истребим всех мексиканцев?» Мэр ему отвечает: «Нет». Он уже говорил это в серии «Мистер Хэнки, рождественская какашка».
- В толпе во время зажигания ёлки, в самом начале эпизода, с правой стороны стоят люди с задницей вместо головы из серии «Как питаться с помощью задницы», а также Шляпа из эпизода «Даёшь шляпу», Эл-гомосек и родители Шефа (хотя они шотландцы и живут в Шотландии).
- В этом эпизоде второй раз в сериале появляются Кайл Шварц и кальсонные гномы. Первое их появление — серии «Сущность» и «Гномы» соответственно.
- Оплот Уединения Санты — это пародия на Крепость Одиночества Супермена.
- Когда Санта сбрасывает «бомбы» на Ирак — использована реалистичная анимация взрывов. Когда же он таким образом зажигает ёлку в Южном Парке — взрыв нарисован в стиле анимации сериала.